# 拉奇夫卡
46°23′25″N 33°24′16″E / 46.39028°N 33.40444°E
拉奇夫卡（烏克蘭語：Рачівка）是位於烏克蘭南部的村莊，由赫爾松州卡霍夫卡區的恰普林卡市鎮負責管轄。該村始建於1934年，面積10平方公里，海拔高度24米，2001年人口78，人口密度每平方公里7.8人。